# Communauté urbaine d'Alençon
Pour les articles homonymes, voir CUA.
La communauté urbaine d'Alençon (ou CUA) est une communauté urbaine française, située dans les départements de l'Orne et de la Sarthe et les régions Normandie et Pays de la Loire.
Bénéficiant d'un statut particulier en raison de sa création dans les années 1990, elle est aujourd'hui, avec ses 55 000 habitants, la communauté urbaine la moins peuplée de France.

## Histoire
Issue du district de l’Agglomération alençonnaise, créé le 7 novembre 1969, la communauté urbaine est née en décembre 1996 sous l'impulsion d'Alain Lambert,, sénateur-maire d'Alençon, qui en prend la présidence.  Devenu ministre et conseiller municipal de Saint-Céneri-le-Gérei entre-temps, il cède sa place en 2004 à Christine Roimier, maire d'Alençon, et la retrouve le 28 septembre 2006. À la suite de la victoire de la gauche à Alençon aux municipales de 2008, Joaquim Pueyo prend la tête de l'intercommunalité.
Le 1er janvier 2013, le périmètre de la CUA est agrandi à trente-cinq communes, intégrant les communes de la communauté de communes de l'Est Alençonnais (sauf Hauterive qui rejoint la communauté de communes de la Vallée de la Haute Sarthe), de la communauté de communes de la Vallée du Sarthon et quatre communes de la communauté de communes du Bocage Carrougien (Ciral, Longuenoë, Saint-Didier-sous-Écouves et Saint-Ellier-les-Bois).
La commune de Chenay la rejoint le 1er janvier 2014.
Le 1er janvier 2017, la commune sarthoise de Villeneuve-en-Perseigne, alors isolée, rejoint la communauté urbaine. Compte tenu de la création de la commune nouvelle d'Écouves par fusion de trois communes au 1er janvier 2016, de celle de Saint-Paterne - Le Chevain par fusion de deux communes au 1er janvier 2017 et de celle de L'Orée-d'Écouves par fusion de quatre communes au 1er janvier 2019, la CUA compte alors trente et une communes.

Logo jusqu'à l'été 2017.
Logo depuis l'été 2017.

## Territoire communautaire

### Géographie
Située à la jonction du sud du département de l'Orne et du nord de la Sarthe, la communauté urbaine d'Alençon regroupe 31 communes et s'étend sur 461,7 km2.

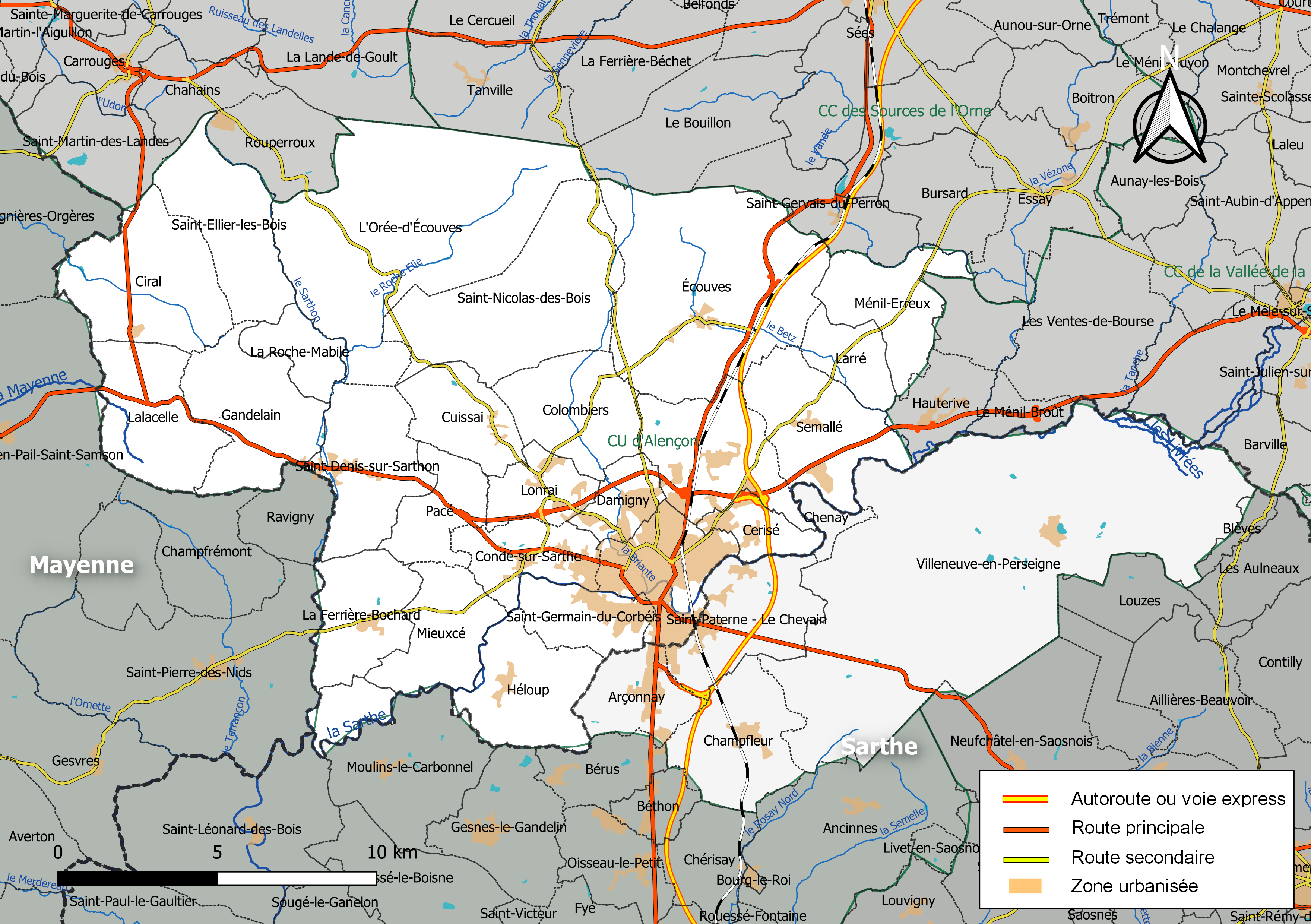
Carte de la communauté urbaine d'Alençon au 1er janvier 2019.

### Composition
La communauté urbaine est composée des 31 communes suivantes :

| Nom                        | Code Insee | Gentilé        | Superficie (km2) | Population (dernière pop. légale) | Densité (hab./km2) |
| -------------------------- | ---------- | -------------- | ---------------- | --------------------------------- | ------------------ |
| Alençon (siège)            | 61001      | Alençonnais    | 10,68            | 25 667 (2022)                     | 2 403              |
| Arçonnay                   | 72006      | Arçonnéens     | 7,85             | 1 897 (2022)                      | 242                |
| Cerisé                     | 61077      | Ceriséens      | 4,42             | 853 (2022)                        | 193                |
| Champfleur                 | 72056      | Champflorains  | 13,14            | 1 303 (2022)                      | 99                 |
| Chenay                     | 72076      | Cheneysiens    | 2,16             | 259 (2022)                        | 120                |
| Ciral                      | 61107      | Ciraliens      | 17,99            | 410 (2022)                        | 23                 |
| Colombiers                 | 61111      | Colombariens   | 12,34            | 334 (2022)                        | 27                 |
| Condé-sur-Sarthe           | 61117      | Condéens       | 8,46             | 2 492 (2022)                      | 295                |
| Cuissai                    | 61141      | Cuisséens      | 8,78             | 436 (2022)                        | 50                 |
| Damigny                    | 61143      | Damigniens     | 4,81             | 2 425 (2022)                      | 504                |
| Écouves                    | 61341      |                | 36,4             | 1 673 (2022)                      | 46                 |
| La Ferrière-Bochard        | 61165      |                | 10,82            | 706 (2022)                        | 65                 |
| Gandelain                  | 61182      | Gandelainais   | 15,31            | 416 (2022)                        | 27                 |
| Héloup                     | 61203      | Hélouins       | 12,96            | 887 (2022)                        | 68                 |
| Lalacelle                  | 61213      | Lacellois      | 13,37            | 266 (2022)                        | 20                 |
| Larré                      | 61224      | Larrétois      | 5,67             | 467 (2022)                        | 82                 |
| Lonrai                     | 61234      | Lonréens       | 6,14             | 1 084 (2022)                      | 177                |
| Ménil-Erreux               | 61263      | Hirouldains    | 11,05            | 195 (2022)                        | 18                 |
| Mieuxcé                    | 61279      | Mieuxcéens     | 10,36            | 611 (2022)                        | 59                 |
| L'Orée-d'Écouves           | 61228      |                | 44,45            | 730 (2022)                        | 16                 |
| Pacé                       | 61321      | Pacéens        | 7,56             | 411 (2022)                        | 54                 |
| La Roche-Mabile            | 61350      | Rochessois     | 5,21             | 162 (2022)                        | 31                 |
| Saint-Céneri-le-Gérei      | 61372      | Girois         | 3,86             | 112 (2022)                        | 29                 |
| Saint-Denis-sur-Sarthon    | 61382      | Dionysiens     | 13,81            | 1 078 (2022)                      | 78                 |
| Saint-Ellier-les-Bois      | 61384      |                | 13,68            | 257 (2022)                        | 19                 |
| Saint-Germain-du-Corbéis   | 61397      | Corbenois      | 7,52             | 3 648 (2022)                      | 485                |
| Saint-Nicolas-des-Bois     | 61433      |                | 25,26            | 284 (2022)                        | 11                 |
| Saint-Paterne - Le Chevain | 72308      |                | 12,93            | 2 090 (2022)                      | 162                |
| Semallé                    | 61467      | Semailléens    | 14,04            | 364 (2022)                        | 26                 |
| Valframbert                | 61497      | Valframbertois | 13,95            | 1 699 (2022)                      | 122                |
| Villeneuve-en-Perseigne    | 72137      |                | 86,7             | 2 189 (2022)                      | 25                 |

### Démographie
| 1968   | 1975   | 1982   | 1990   | 1999   | 2009   | 2014   | 2020   |
| ------ | ------ | ------ | ------ | ------ | ------ | ------ | ------ |
| 48 530 | 53 590 | 56 861 | 57 340 | 57 942 | 57 334 | 56 580 | 55 816 |

## Administration

### Siège
Le siège de la communauté urbaine est situé à Alençon.

### Les élus
Le conseil communautaire de la communauté d'agglomération se compose de 64 conseillers,, représentant chacune des communes membres et élus pour une durée de six ans.
Ils sont répartis comme suit, :
| Nombre de conseillers | Communes                                                                       |
| --------------------- | ------------------------------------------------------------------------------ |
| 27                    | Alençon                                                                        |
| 4                     | Saint-Germain-du-Corbéis                                                       |
| 2                     | Condé-sur-Sarthe, Damigny, Saint-Paterne - Le Chevain, Villeneuve-en-Perseigne |
| 1 (+1 suppléant)      | les 25 autres communes                                                         |

### Présidence
| Période        | Période        | Identité          | Étiquette | Qualité                                                       |
| -------------- | -------------- | ----------------- | --------- | ------------------------------------------------------------- |
| janvier 1997   | novembre 2004  | Alain Lambert     | UDF       | Maire d'Alençon                                               |
| novembre 2004  | septembre 2006 | Christine Roimier | DVD       | Maire d'Alençon                                               |
| septembre 2006 | avril 2008     | Alain Lambert     | DVD       | Sénateur de l'Orne                                            |
| avril 2008     | juin 2017      | Joaquim Pueyo     | PS        | Maire d'Alençon                                               |
| juin 2017      | juillet 2020   | Ahamada Dibo      | PS        | Retraité de l’Éducation nationale, adjoint au maire d'Alençon |
| juillet 2020   | En cours       | Joaquim Pueyo     | PS        | Maire d'Alençon                                               |

### Régime fiscal et budget
Le régime fiscal de la communauté urbaine est la fiscalité professionnelle unique (FPU).